# OGLE-2005-BLG-390 L b
OGLE-2005-BLG-390Lb és un planeta extrasolar que orbita l'estrella OGLE-2005-BLG-390L, a uns 20.000 anys llum de la Terra, a la constel·lació de Sagitari, prop del centre de la Via Làctia. En el moment del descobriment era l'exoplaneta més semblant a la Terra. El descobriment del planeta per PLANET / RoboNet ( Probing Lensing Anomalies NETwork /Robotic Telescope Network), OGLE (Optical Gravitational Lensing Experiment) i MOA (Microlensing Observations in Astrophysics) va ser anunciat el 25 de gener de 2006. Va ser descobert en els observatoris de l'Observatori Europeu Austral (ESO) a Xile.

## Característiques físiques

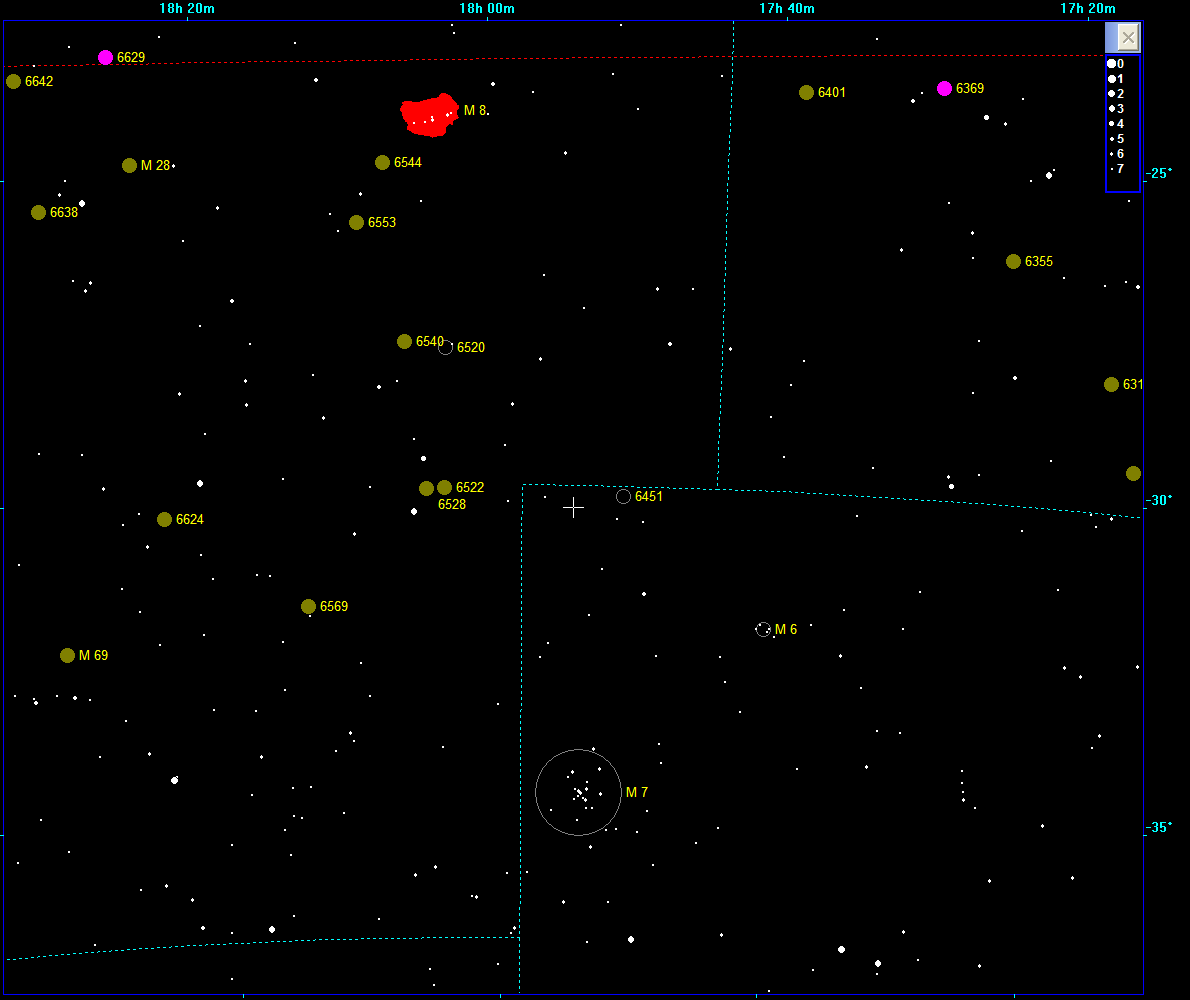
Situació de l'OGLE-2005-BLG-390L en l'espai.

OGLE-2005-BLG-390Lb orbita al voltant d'una estrella nana vermella a una distància de 2,5 ua, aproximadament uns 380 milions de quilòmetres, una mica menys que la distància entre Júpiter i el Sol. Fins a aquest descobriment, no s'havia trobat cap planeta extrasolar a major distància de 0,15 ua de la seva estrella. El planeta té un temps de translació d'uns 10 anys terrestres.
S'ha estimat que la massa del planeta és unes cinc vegades la de la Terra (amb un factor d'incertesa de dos). La distància a l'estrella, i la relativa temperatura baixa d'aquesta, dona com a temperatura superficial del planeta al voltant dels 53 K (-220 °C). Si és un món rocós, aquesta temperatura deixaria a substàncies volàtils, com l'amoníac, metà i nitrogen, convertits en sòlids per congelació.
Michael Turner, director auxiliar per al directori de ciències física i matemàtiques de la National Science Foundation, ha dit que l'equip ha descobert el planeta més semblant a la Terra. Abans d'aquest descobriment, el més petit dels planetes extrasolars (Gliese 876 d) tenia 7,5 vegades la massa terrestre.